# 汤永谦
汤永谦（1918年—2013年5月29日），美国华人实业家。浙江鄞县（今宁波）人，生于上海。

## 生平
1940年，毕业于国立浙江大学化学工程系，毕业后曾留校担任助教。1942年，国立浙江大学化学工程研究所成立，汤永谦曾为第一届研究生。
1944年，考取公费留学。1945年，赴美国留学，先后获得美国匹兹堡大学硕士学位和哥伦比亚大学博士学位。
1949年，就职于美国标准包装材料公司（Standard Packaging），并从事相关研究工作。1952年，出任美国标准包装材料公司布鲁克林分公司开发部经理，此后先后担任该分公司品质部经理，技术部经理和总经理。
1967年，创立特克里公司（Tekni-Plex），并担任公司总裁。
2013年5月29日于杭州病逝，享年95岁。

## 荣誉
- 美国政府“亚裔商业杰出奖”
- 纽约市政府“杰出企业奖”
- 所创立的企业获评为美国新泽西州50家发展最快的企业之一
- 1997年，浙江大学名誉教授
- 浙江省“爱乡楷模”